# روبرتو بونانو
روبرتو بونانو (بالإسبانية: Roberto Bonano)‏ (مواليد 24 يناير 1970 في روساريو) هو لاعب كرة قدم أرجنتيني دولي سابق كان يلعب كحارس مرمى. سبق له أن لعب في كأس العالم لكرة القدم 2002 مع منتخب بلاده. لعب خلال مسيرته 332 مباراة سجل خلالها 1 أهداف.

## مسيرته الكروية
لعب روبرتو بونانو خلال مسيرته الاحترافية مع 5 أندية في ثمانية عشر موسمًا ولم يسجل خلالها أي هدف ضمن 351 مباراة. ولم يفز بأي موسم بالكأس وفاز في ثلاثة مواسم بالدوري.
خاض روبرتو بونانو مسيرته مع نادي روزاريو سنترال في موسم 1990–91 ليلعب معه ستة مواسم، مشاركًا في 110 مباراة ولم يسجل أي هدف. ثم انتقل إلى نادي ريفر بليت في موسم 1996–97 ليلعب معه خمسة مواسم، حيث شارك في 123 مباراة ولم يسجل أي هدف أيضًا. لينتقل بعدها إلى نادي برشلونة في موسم 2001–02 ولمدة موسمين، مشاركًا في 51 مباراة ولم يسجل أي هدف أيضًا. ثم انتقل إلى نادي ريال مورسيا في موسم 2003–04 لمدة موسم واحد، مشاركًا في 10 مباريات ولم يسجل أي هدف أيضًا. هذا وانتقل لاحقًا إلى نادي ديبورتيفو ألافيس في موسم 2004–05 ليلعب معه أربعة مواسم، مشاركًا في 57 مباراة ولم يسجل أي هدف أيضًا.

## روابط خارجية
- روبرتو بونانو على موقع الاتحاد الدولي (مؤرشف)  (الإنجليزية)
- روبرتو بونانو على موقع الاتحاد الأوربي (الإنجليزية)
- روبرتو بونانو على موقع قاعدة بيانات كرة القدم.إي يو (الإنجليزية)
- روبرتو بونانو على موقع ناشيونال فوتبول تيمز (الإنجليزية)
- روبرتو بونانو على موقع عالم كرة القدم.نت (الإنجليزية)
- روبرتو بونانو على موقع كووورة